# Short Empire
Short Empire (рус. Шорт «Эмпайр») — четырёхмоторная летающая лодка-моноплан средней дальности, спроектированная и разработанная компанией Short Brothers в 1930-х годах для удовлетворения требований растущего сектора коммерческих авиалиний, с особым акцентом на её полезность на основных маршрутах, обслуживающих Великобританию. Она была разработана параллельно с морским патрульным бомбардировщиком Short Sunderland, который принимал участие во Второй мировой войне; её дальнейшей производной стал тандем Short Mayo Composite.
На разработку Short Empire в значительной степени повлиял её основной заказчик, авиакомпания Imperial Airways, которая изначально разработала требования к самолёту. Imperial Airways и её преемник, British Overseas Airways Corporation (BOAC), наряду с Qantas Empire Airways и Tasman Empire Airways Limited (TEAL), эксплуатировали этот тип в коммерческих целях. После вступления в эксплуатацию Empire регулярно летали между материковой частью Великобритании, Австралией и различными британскими колониями в Африке и Азии, обычно перевозя пассажиров и почту совместно. Empire также использовались на различных других маршрутах, например, между Бермудскими островами и Нью-Йорком.
Empire также принимали участие в военных действиях во время Второй мировой войны. Королевские ВВС (RAF), Королевские ВВС Австралии (RAAF), Королевские ВВС Новой Зеландии (RNZAF), а также недолго Королевские ВВС Канады (RCAF) использовали этот тип для проведения различных военных операций, особенно в качестве десантной платформы для противолодочного патрулирования и общих транспортных функций.

## Разработка

### Зарождение
В 1930-е годы мировой спрос на авиаперевозки рос постоянно и быстро. Поэтому, стремясь увеличить свою долю на этом развивающемся рынке, британская авиакомпания Imperial Airways стремилась к расширению и искала для этого новейшие технологии. В частности, технический советник Imperial Airways майор Роберт Хобарт Майо разработал спецификацию для нового типа самолёта, который должен был обслуживать как пассажирские, так и грузовые перевозки по всему миру. В этой спецификации требовался самолёт, способный перевозить до 24 пассажиров с комфортом, а также достаточное пространство для авиапочты и грузов, одновременно способный развивать крейсерскую скорость 170 миль в час и иметь дальность полёта не менее 700 миль; также была предусмотрена возможность увеличения дальности полёта до 2000 миль для обслуживания североатлантического маршрута. По словам авиационного автора Джеффри Норриса, в то время считалось невозможным построить наземный самолёт такого размера и веса, который при этом обладал бы приемлемыми характеристиками посадки и взлёта, поэтому было решено, что потребуется летающая лодка.
С самого начала было очевидно, что компания Short Brothers, которая ранее разработала и произвела несколько больших летающих лодок для Imperial Airways и Королевских ВВС (RAF), которые доказали свою надёжность с точки зрения производительности и безопасности, будет лидером в выполнении этого требования. Однако компания Short не решалась строить такой самолёт из-за необходимых разработок прямо с чертёжной доски, без создания опытного образца, и поэтому попросила дать ей время на создание такого самолёта; Imperial Airways отказала ей в этом, заявив, что такая задержка недопустима. В 1935 году компания Imperial Airways объявила о размещении заказа на 28 летающих лодок ещё не разработанного типа, весом 18 тонн каждая; заказ был назван «одним из самых смелых экспериментов в мире авиации», в то время как скептики назвали это решение «авантюрой».
Команда конструкторов во главе с Артуром Гужем приступила к проектированию того, что должно было стать «Эмпайр». Быстро было установлено, что для обеспечения достаточного зазора между кончиками винтов и водой, крыло должно быть установлено высоко; изначально его предполагалось разместить в горбе над фюзеляжем для обеспечения достаточной высоты, но вместо этого была увеличена высота фюзеляжа, что обеспечило больший внутренний объём, чем требовалось, и позволило легче и прочнее интегрировать консольное крыло с фюзеляжем. Собственная концепция компании Shorts о широких глиссирующих корпусах для летающих лодок была отклонена, поскольку 18-тонный вес при такой конфигурации создавал бы чрезмерное сопротивление; после серии экспериментов с водяными баками был выбран новый тип глиссирующего днища с уменьшенной балкой. Базовая аэродинамическая конструкция была заимствована у меньшего по размеру поплавкового самолёта Short Scion Senior, который послужил полумасштабным прототипом для летающей лодки «Эмпайр» и её собрата, военно-ориентированного Short Sunderland.
На момент разработки британская авиационная промышленность ещё никогда не пыталась построить самолёт такого размера и сложности; соответственно, было разработано множество новых технологий для преодоления возникших проблем, особенно в процессе его строительства. Компании Short пришлось разработать собственное оборудование для производства необходимых «Т»-образных отрезков из гидуминиевого сплава, из которых состоял главный лонжерон. Была использована специализированная и запатентованная система закрылков, известная как закрылки Гужа в честь их создателя, для увеличения площади крыла с небольшим увеличением сопротивления и без сильного нарушения воздушного потока над верхней частью аэрофойла; при их использовании коэффициент подъёмной силы крыла мог быть увеличен на 30 процентов, снижая посадочную скорость на 12 процентов, без использования какого-либо тримминга.

### Начало производства

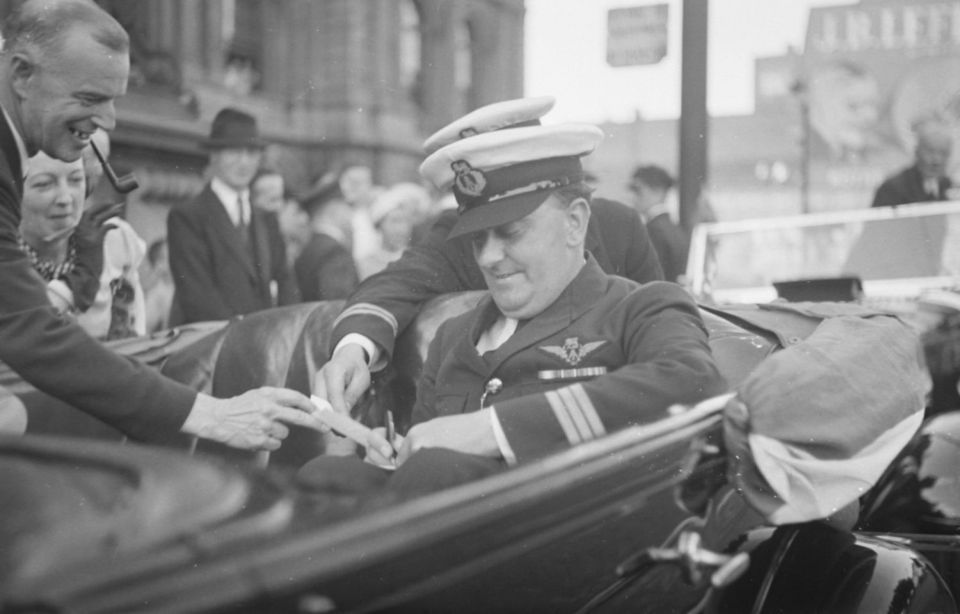
Капитан Артур Уилкоксон, руководивший знаменательным перелётом летающей лодки «Каледония» из Ирландии в Канаду, даёт автограф, 8 июля 1937 года

4 июля 1936 года первая из построенных летающих лодок Short Empire, G-ADHL, названная «Canopus» (рус. Канопус), совершила первый полёт под управлением главного лётчика-испытателя компании Shorts Джона Ланкестера Паркера. Первые полёты этого типа прошли относительно без проблем, Паркер заявил о своём удовлетворении характеристиками самолёта; новый стиль используемого планирующего днища также быстро доказал свою ценность. 17 сентября 1936 года состоялся первый полёт G-ADHL от лица Imperial Airways, который совершил майор Х. Г. Брэкли, воздушный суперинтендант Imperial Airways, а окончательная поставка и испытательный полёт самолёта в Марсель, Франция, состоялись 22 октября 1936 года. Первые самолёты серии Short Empire, S.23, могли перевозить 5 членов экипажа, 17 пассажиров и 4 480 фунтов (2 035 кг) груза с максимальной скоростью 174 узла (320 км/ч) и оснащались четырьмя радиальными двигателями Bristol Pegasus Xc мощностью 920 л. с..
Вторая «Эмпайр» и первая из произведённых моделей дальнего полёта, G-ADHM, названная «Caledonia» (рус. Каледония), совершила свой первый полёт 15 сентября 1936 года и была передана Imperial Airways 4 декабря 1936 года. Начиная с сентября 1936 года, Empire производилась со скоростью один самолёт в месяц; как правило, дата поставки каждого самолёта наступала через несколько дней после выполнения первого полёта, а передача иногда происходила сразу после первого полёта. В компании Imperial Airways самолётам Empire был официально присвоен класс «С», и каждый самолёт, эксплуатируемый ими, получил название, начинающееся на «С».
26 февраля 1938 года три последние «Эмпайр» из первоначального заказа Imperial Airways — «Coorong» (рус. Куронг), «Coogee» (рус. Куги) и «Corio» (рус. Корио) — были сняты с заказа Imperial Airways и вместо них поставлены англо-австралийской компании Qantas Empire Airways. В конце 1937 года, в связи с удовлетворением Imperial Airways опытом эксплуатации самолётов из первой партии, компания разместила дополнительный заказ ещё на 11 летающих лодок «Эмпайр»; вместе с первоначальным заказом на 28 самолётов, этот заказ стал крупнейшим единичным заказом на британские гражданские самолёты в то время. Первые три самолёта из дополнительного заказа были типового класса S.23, предназначенного для авиакомпании Qantas Empire Airways, остальные были изготовлены по другому проекту, обозначенному как S.30. Всего было построено 42 летающих лодок «Эмпайр», все на заводе компании Short в Рочестере.

### Дальнейшее развитие
Самолёты серии S.30 были оснащены четырьмя двигателями Bristol Perseus XIIc с гильзовым газораспределением вместо двигателей Pegasus; двигатели Perseus были более эффективными, но обеспечивали меньшую мощность в 890 л. с., однако снижение развиваемой тяги было эффективно компенсировано за счёт применения мотогондол меньшего диаметра, что привело к значительному снижению сопротивления воздуха. S.30 также имел усиленный планёр и использовал более толстую обшивку фюзеляжа и крыльев; хотя эти изменения позволили увеличить взлётный вес до 46 000 фунтов (21 000 кг) с соответствующей дальностью полёта 1500 миль (2400 км), S.30 имел практически те же характеристики, что и предшествующие летающие лодки S.23.
Первой из построенных летающих лодок S.30 стала G-AFCT, названная «Champion» (рус. Чемпион). В декабре 1938 года второй самолёт серии S.30, обозначенный G-AFCU и названный «Cabot» (рус. Кабот), стал первым самолётом серии, совершившим первый успешный взлёт. Последние три самолёта этой серии — «Captain Cook» (рус. Капитан Кук), «Clare» (рус. Клэр) и «Aotearoa» (рус. Аотеароа) — были переименованы и перерегистрированы для эксплуатации компанией Tasman Empire Airways Limited. В 1939 году была заказана последняя летающая лодка S.30, G-AFKZ, которая была поставлена компании Imperial Airways в конце марта 1940 года.
Всего четыре летающие лодки серии S.30 — «Cabot», «Caribou» (рус. Карибу), «Clyde» (рус. Клайд) и «Connemara» (рус. Коннемара) — были оснащены оборудованием для дозаправки в полёте и дополнительными топливными баками, чтобы их можно было использовать для регулярного трансатлантического авиапочтового сообщения. Концепция заключалась в том, что самолёт должен был взлетать с меньшей загрузкой и, поднявшись в воздух, заправляться дополнительным топливом до полной массы в 53 000 фунтов (24 000 кг), что обеспечивало дальность полёта более 2500 миль (4000 км). Дополнительное топливо снизило полезную нагрузку до 4270 фунтов (1940 км) против 6250 фунтов (2830 кг) у стандартного самолёта. Дозаправку в воздухе осуществляли три переоборудованных бомбардировщика Handley Page Harrow, один из которых базировался в Ирландии, а два — в Ньюфаундленде.
В 1939 году компания Imperial Airways разместила дополнительный заказ на модифицированную модель S.30, получившую обозначение S.33. Эта серия имела ту же базовую конструкцию, что и её непосредственные предшественники, но в качестве силовой установки был использован новый двигатель Pegasus XI, усовершенствованный по сравнению с двигателем оригинальной серии S.23. Из этих трёх последних самолётов были достроены только два — «Clifton» (рус. Клифтон) и «Cleopatra» (рус. Клеопатра) — и поставлены новообразованной корпорации British Overseas Airways Corporation (BOAC).
Более значительным развитием летающей лодки «Эмпайр», по сути фактически новым самолётом, стал Short S.26, получивший обозначение «класс G». Внешне эти самолёты были похожи на стандартные «Эмпайр», но на деле были примерно на 15 % больше по своим размерам, а также отличались использованием более мощного радиального двигателя Bristol Hercules и улучшенной конструкцией корпуса с размахом крыла 134 фута (41 м) и длиной 101 фут (31 м). Предполагалось, что он будет использоваться для круглогодичных перевозок по североатлантическому маршруту. Их было построено лишь небольшое количество, и они были быстро введены в военную эксплуатацию во время Второй мировой войны.

## Конструкция

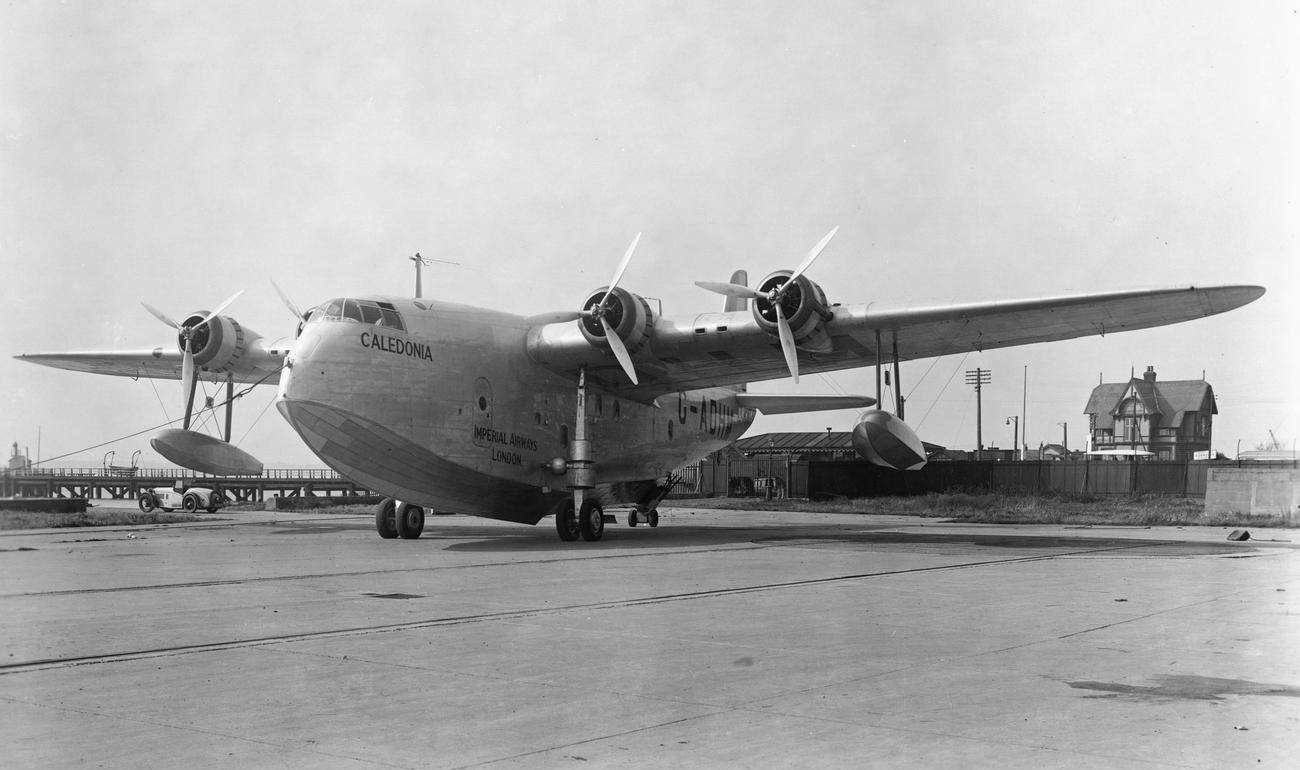
Short S.23 Empire G-ADHM «Каледония», на своих береговых шасси в Филикстоу, Суффолк, Англия, сентябрь 1936 г.

Летающая лодка Short Empire — высококрылый моноплан, первоначально оснащавшийся четырьмя установленными на крыльях радиальными двигателями Bristol Pegasus Xc, которые приводили в движение винты переменного шага, изготовленные компанией de Havilland. Каждый двигатель был заключён в кожух NACA и установлен впереди передней кромки крыла. Это позволяло откидывать вперёд части передней кромки, прилегающие к двигателям, и использовать их в качестве платформ для обслуживания двигателей.
Двигатели Pegasus Xc выдавали по 910 лошадиных сил на взлёте, а на высоте 3 500 футов их мощность снижалась до 740 лошадиных сил. На различные модели самолётов устанавливались альтернативные двигатели, как большей, так и меньшей мощности, в зависимости от роли и назначения модели. Первые серийные самолёты были рассчитаны на полную массу 40 500 фунтов (18 400 кг), однако к 1939 году корпуса большинства самолётов были усилены для увеличения полной массы до 53 000 фунтов (24 000 кг). В целом, полезная нагрузка включала 600 имперских галлонов топлива весом 4560 фунтов (2070 кг), 44 имперских галлона масла, различное бортовое оборудование весом 3340 фунтов (1510 кг), а также сам груз и экипаж из пяти человек весом 8200 фунтов (3700 кг). Серия S.23 достигала максимальной скорости 200 миль/ч на высоте 5500 футов (1700 м), крейсерской скорости 165 миль/ч и минимальной скорости полёта 73 миль/ч.
Крылья имели клёпанную обшивку из алькледа и оснащались как элеронами типа Фризе, так и закрылками Гужа собственной разработки. Последние приводились в действие электродвигателем, соединённым с системой зубчатых передач и винтовыми домкратами, что позволяло опускать закрылки за 60 секунд и поднимать за 90 секунд. Большие цилиндрические топливные баки ёмкостью 325 галлонов размещались в крыльях, между внутренним и внешним двигателями, и устанавливались в стандартной комплектации; на дальнемагистральных вариантах самолёта в крыльях устанавливались дополнительные топливные баки, в общей сложности до трёх, содержащих 280 галлонов, 325 галлонов и 175 галлонов в каждом крыле. Элементы передней кромки крыла, расположенные по обе стороны от гондол двигателей, могли складываться и служить платформами для обслуживания как двигателей, так и поплавков. Последние крепились на тандемных стойках, закреплённых на главном лонжероне, и имели амортизаторы, чтобы исключить чрезмерные скручивающие нагрузки, передающиеся на крылья при внезапном ударе волн во время скоростного полёта.
Корпус, принявший радикально новую форму, использовал в основном традиционные методы строительства компании Short. В конструкции использовалась комбинация стрингеров Z-образной формы и балок I-образной формы для формирования треугольных секций, которые проходили вдоль килей, расположенных в точке, где боковые части фюзеляжа встречались с планирующим днищем. Для упрощения производства и увеличения доступного внутреннего объёма был использован простой изгиб, заходящий с боков корпуса на кили; на предыдущих летающих лодках, построенных компанией Shorts, вместо этого использовался более сложный S-образный изгиб и резкое уменьшение ширины прямо над килями.

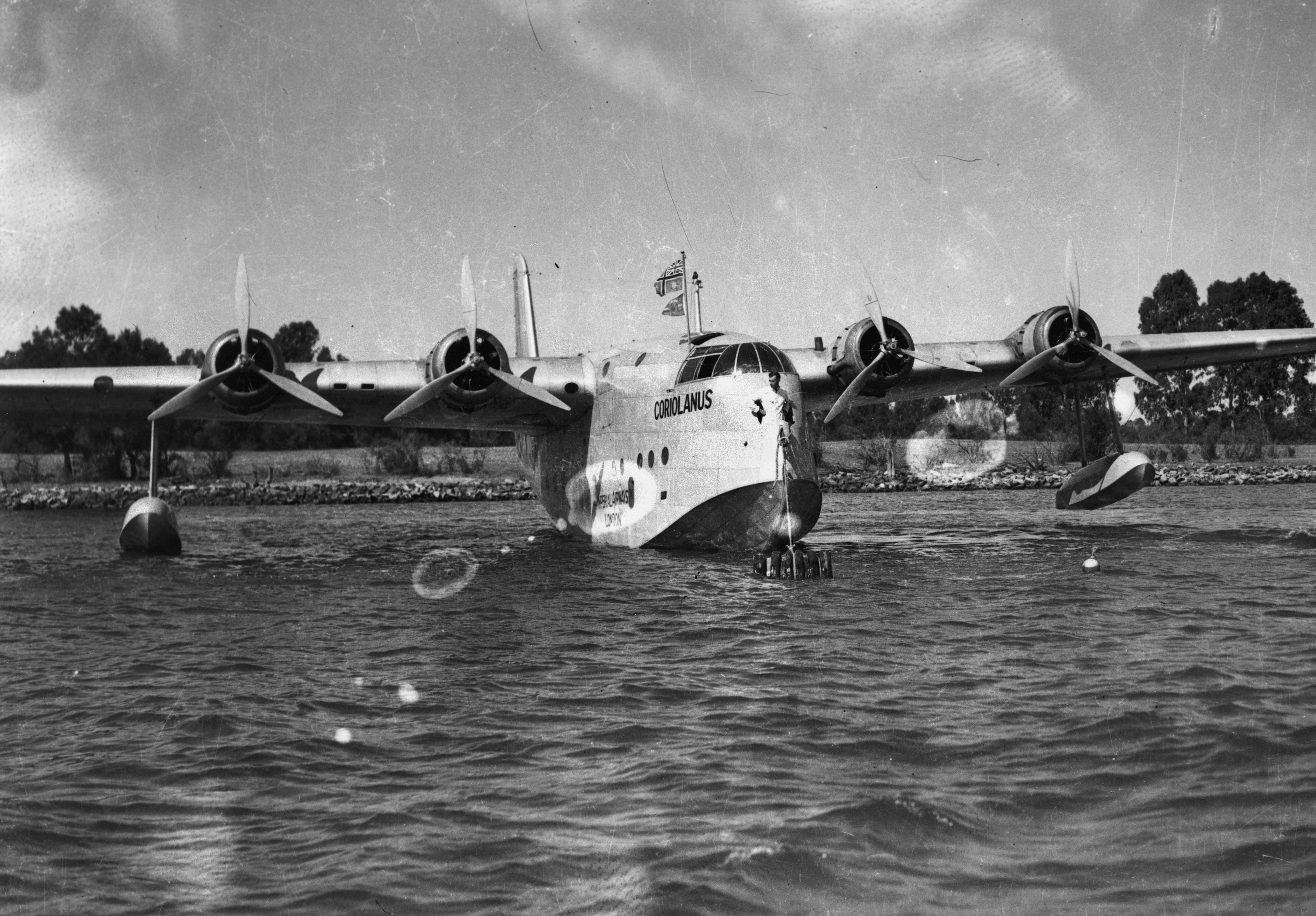
S.23 Empire G-AETV «Coriolanus» (Кориолан), пришвартованная в Пинкенбе на реке Брисбен, 1939 г.

Корпус высотой 17 футов (5,2 м) имел две палубы, верхняя палуба образовывала длинный отсек, разделённый на секции для размещения 3000 фунтов (1400 кг) груза и почты, а также складские площади и офис корабельного клерка. В этом офисе находились такие элементы управления, как электрические предохранители и выключатели, регуляторы вентиляции и топливные краны. На нижней палубе располагался большой корабельный отсек, где находились якорь, пара дюбелей, швартовный кнехт и шлюпочный крюк, а также ступенчатая лестница в кокпит; в кормовой части швартовного отсека находился передний пассажирский салон, затем центральный коридор с туалетами и камбузом, каюта в середине корабля, просторная прогулочная каюта и, наконец, кормовая каюта. Каюты могли быть оборудованы удобными сиденьями или койками для спальных мест. Рядом с задней частью самолёта находился дополнительный отсек для хранения грузов и почты, который простирался в задней части фюзеляжа.
Лётный экипаж располагался в просторной кабине, также называемой мостиком; капитан и второй пилот сидели бок о бок, а радист сидел за капитаном, лицом назад. Лётное отделение было относительно хорошо оборудовано для той эпохи, включая такие функции, как автопилот; лётные приборы включали в себя указатель поворота, компас и вариометр фирмы Hughes, авиагоризонт и указатель курса фирмы Sperry Corporation, чувствительный высотомер фирмы Kollsman, радиопеленгатор фирмы Marconi, хронометр фирмы Smiths и индикатор ориентации. Радиооператор был оснащён ударопрочными радиоприёмниками фирмы Marconi; выдвижная петлевая антенна могла переставляться для визуального или слухового наведения.
Хотя эти летающие лодки были разработаны как гражданские самолёты, их не только принимали на военную службу, но и специально переоборудовали для этих целей. В 1941 году две летающие лодки «Эмпайр» — «Clio» и «Cordelia» вернулись на завод Short в Белфасте, где их модифицировали, добавив пулемётные башни в торцевой и кормовой частях и радарное оборудование Air-to-Surface Vessel (ASV), установленное на верхней и боковых частях фюзеляжа. Они использовались береговым командованием. Более широкое военное применение получила конструкция родного собрата «Эмпайр» — Short Sunderland.

## История эксплуатации

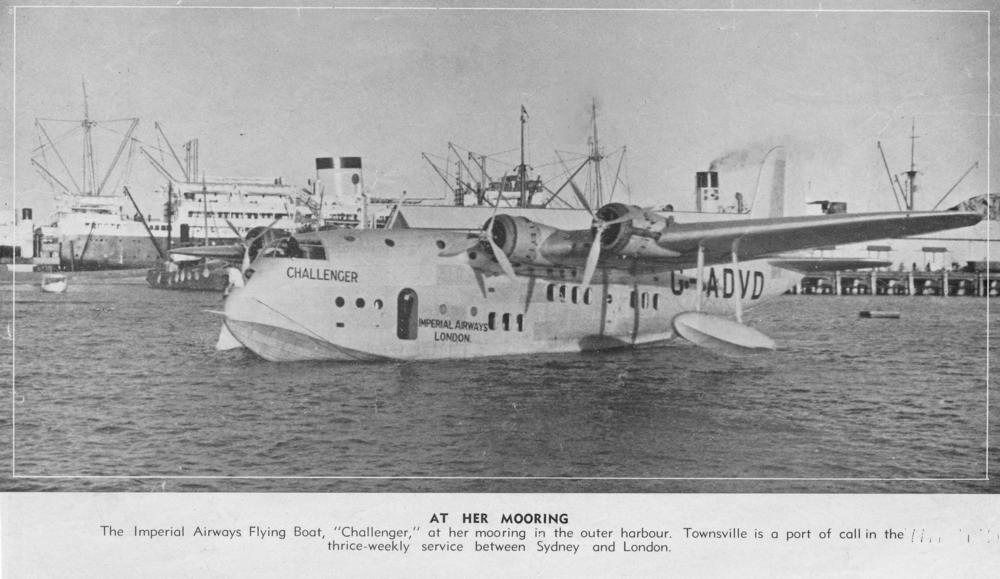
Летающая лодка Empire G-ADVD «Challenger» (Челленджер), у причала в гавани Таунсвилла, штат Квинсленд, декабрь 1938 года.

8 февраля 1937 года одна из летающих лодок «Эмпайр», «Castor», совершила первый регулярный полёт, перелетев из Кэлшота, Хэмпшир, Англия, в Александрию, Египет. Этот полёт, покрывший расстояние примерно в 2300 миль (3700 км) без остановок, показал, что Великобритания может доставлять военное имущество на свои заморские базы по воздуху. 18 февраля 1937 года «Caledonia», первая из построенных лодок «Эмпайр», совершила полёт по тому же маршруту Кэлшот — Александрия; она смогла преодолеть маршрут без остановок со средней скоростью 170 миль/ч.
5 июля 1937 года был совершён первый перелёт через Атлантику на летающей лодке «Эмпайр». В экспериментальном порядке «Caledonia», пилотируемая капитаном Каммингсом, пролетела маршрут длиной 1993 мили (3207 км) из Фойнса на реке Шеннон на запад в Ботвуд, Ньюфаундленд. В тот же день американская летающая лодка Sikorsky S-42 совершила полёт в противоположном направлении. «Caledonia» потребовалось чуть более 15 часов (включая период поиска места для посадки), летя на высоте от 1500 до 5000 футов, чтобы преодолеть 1993 мили (3207 км) — со средней скоростью около 130 миль в час. Во время обратного полёта, состоявшегося 22 июля 1937 года, «Caledonia» пролетела тот же маршрут в обратном направлении за 12 часов; по сравнению с конкурирующим Sikorsky S-42, «Эмпайр» смогла преодолеть общий маршрут быстрее.
Ещё несколько исследовательских перелётов через Атлантику совершили «Caledonia» и «Cambria». В августе 1937 года «Cambria» совершила перелёт с востока на запад за 14 ч 24 мин. В 1937 году «Cavalier» была отправлена на Бермудские острова и с 25 мая 1937 года начала сообщение между ними и Нью-Йорком.
Самолёт Short Empire был разработан для эксплуатации на маршрутах Imperial Airways в Южную Африку и Австралию, где ни один участок не превышал 500 миль (800 км). После того, как конструкция самолёта «Эмпайр» была завершена и началось производство, под давлением Соединённых Штатов было признано, что было бы желательно предложить аналогичные услуги через Атлантику. Дальность полёта S.23 была меньше, чем у эквивалентного американского аналога в виде Sikorsky S-42, и поэтому они не могли обеспечить полноценную трансатлантическую перевозку. Два судна, «Caledonia» и «Cambria», были облегчены и оснащены баками большой дальности; оба самолёта были использованы в экспериментальных испытаниях по дозаправке в полёте, чтобы они могли совершить путешествие; эти модификации были сделаны ценой того, что они могли перевозить меньше пассажиров и меньше груза.

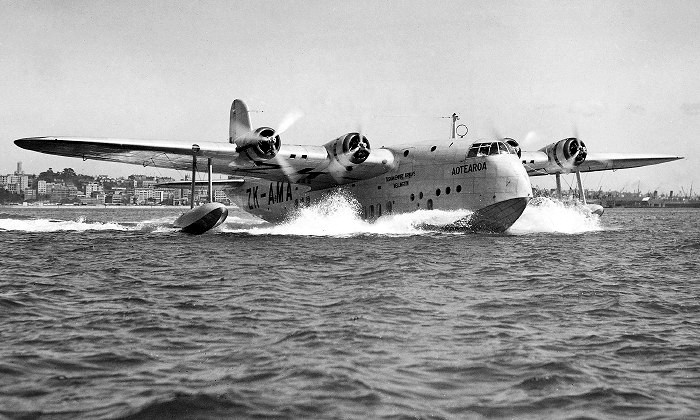
Первый самолёт TEAL, ZK-AMA «Aotearoa» (Аотеароа), в Окленде, Новая Зеландия

В попытке справиться с пересечением Атлантики был опробован альтернативный подход «piggy-back». Эту концепцию активно отстаивал технический советник Imperial Airways майор Роберт Хобарт Майо, как средство значительного увеличения дальности и полезной нагрузки, и она была хорошо принята как авиакомпанией, так и британским министерством авиации, которое разместило заказ у компании Short. В качестве носителя использовалась конструкция S.21 (основанная на S.23), на спине которой был установлен меньший четырёхмоторный поплавковый самолёт Short S.20; наиболее очевидным отличием между S.21 и обычными самолётами S.23 была дополнительная надстройка для перевозки поплавкового самолёта. Были построены только по одному экземпляру самолёта-носителя S.21, названного «Maia» (рус. Майя), и S.20, названного «Mercury» (рус. Меркьюри). Вместе они были известны как Short Mayo Composite.
21 июля 1938 года у западного побережья Ирландии был осуществлён успешный запуск «Mercury», который нёс 600 фунтов смешанного груза и почты; он прибыл в Монреаль, Канада, через 22 часа 22 минуты, пролетев 2860 миль (4600 км) со средней скоростью 141 миля в час. В дальнейших полётах комбинация «Maia-Mercury» установила ряд рекордов дальности; один из таких полётов состоялся 6 октября 1938 года, когда самолёт совершил перелёт из Данди, Шотландия, к Оранжевой реке в Южной Африке, преодолев 6045 миль (9728 км) за 42 часа 5 минут. Однако, несмотря на продемонстрированные достоинства и работоспособность концепции, начало Второй мировой войны привело к фактическому прекращению всех работ по разработке. В военное время существовал интерес к концепции использования альтернативных наземных самолётов для доставки истребителей Hawker Hurricane для воздушной обороны над средней Атлантикой.
После вступления Италии во Вторую мировую войну в июне 1940 года стало невозможно безопасно перевозить почту между Великобританией и Египтом (и, соответственно, Австралией) через Средиземное море. Соответственно, был создан новый маршрут «Подкова», который проходил из Окленда/Сиднея через Каир (по старому «Восточному маршруту») в Дурбан, Южная Африка, и далее по морю в Великобританию. После потери Сингапура в феврале 1942 года этот маршрут был ограничен и стал проходить между Дурбаном и Калькуттой, Индия.

## Варианты

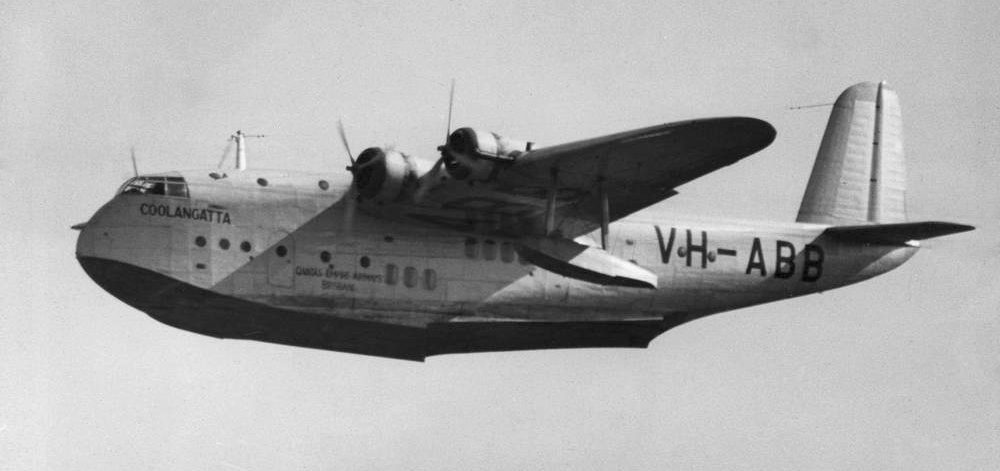
VH-ABB «Coolangatta», около 1940

Было построено 42 летающих лодки Short Empire, включая 31 лодку S.23, девять S.30 и две S.33.
- S.23 Mk I : четыре радиальных двигателя Bristol Pegasus Xc мощностью 920 л. с. с маятниковыми клапанами. Построено 27 самолётов[1].
- S.23 Mk II Bermuda : четыре радиальных двигателя Bristol Pegasus Xc мощностью 920 л. с. с маятниковыми клапанами. Построено 2 самолёта[1].
- S.23 Mk III Atlantic : четыре радиальных двигателя Bristol Pegasus Xc мощностью 920 л. с. с маятниковыми клапанами. Построено 2 самолёта[1].
- S.23M : два переделанных из S.23 Mk I, с радаром ASV, вооружённые двумя орудийными башнями Boulton Paul и глубинными бомбами.
- S.30 Mk I : четыре радиальных двигателя Bristol Perseus XIIc мощностю 890 л. с. с гильзовыми клапанами[англ.]. Построен один экземпляр[1].
- S.30 Mk I (Cathay) : четыре радиальных двигателя Bristol Pegasus Xc мощностью 920 л. с. с маятниковыми клапанами. Построен один экземпляр[1].
- S.30 Mk II New Zealand : четыре радиальных двигателя Bristol Perseus XIIc мощностю 890 л. с. с гильзовыми клапанами. Построен один экземпляр[1].
- S.30 Mk III Atlantic : четыре радиальных двигателя Bristol Perseus XIIc мощностю 890 л. с. с гильзовыми клапанами. Построено четыре самолёта[1].
- S.30 Mk IV New Zealand : четыре радиальных двигателя Bristol Perseus XIIc мощностю 890 л. с. с гильзовыми клапанами. Построено два самолёта[1].
- S.30M : два переделанных из S.30 Mk III Atlantic для испытаний радара ASV и использования в качестве транспорта.
- S.33 : четыре радиальных двигателя Bristol Pegasus Xc мощностью 920 л. с. с маятниковыми клапанами. Построено два экземпляра, третий образец порезан на металлолом после завершения на 75 %[1].

Многие S.23, S.30 и S.33 были переоборудованы во время войны радиальными двигателями Bristol Pegasus XXII мощностью 1010 л. с. с маятниковыми клапанами.

## Аварии и происшествия
Большинство аварий с участием этого самолёта происходило во время посадки и, как правило, объяснялось ошибками пилотов. Пилотам, обученным на небольших менее сложных самолётах, было трудно оценить высоту из-за высокой кабины самолёта «Эмпайр», а также из-за концепции использования закрылков для управления скоростью. С течением времени, благодаря более глубокому знакомству с самолётами, аварийность снизилась. После начала эксплуатации конструкция была признана слабой в некоторых местах, особенно на днищах, что привело к тому, что в более поздних моделях использовалась более толстая обшивка корпуса и крыльев.
24 марта 1937G-ADVA Capricornus авиакомпании Imperial Airways разбилась в горах Божоле в Центральной Франции во время первого регулярного рейса Саутгемптон — Александрия.
27 ноября 1938G-AETV Calpurnia компании Imperial Airways разбилась при посадке на озере Хаббания, Ирак, погибли четыре человека.
21 января 1939G-ADUU Cavalier компании Imperial Airways упала в Атлантический океан из-за обледенения карбюраторов всех четырёх двигателей. Впоследствии самолёт затонул, погибли три человека. Десять выживших были спасены американским танкером SS Esso Baytown.
1 мая 1939G-ADVD Challenger компании Imperial Airways разбилась при посадке в гавани Мозамбика, погибли два человека.
Февраль 1941G-AFCX Clyde компании BOAC потерпела крушение во время штормового ветра в Лиссабоне, Португалия.
29 декабря 1941G-ADUX Cassiopeia компании BOAC разбилась после столкновения с обломками при взлёте из Сабанга, Индонезия, погибли четыре человека.
30 января 1942G-AEUH Corio компании BOAC была сбита семью японскими истребителями и разбилась у берегов Западного Тимора, погибли 13 из 18 человек, находившихся на борту. Самолёт принадлежал BOAC, но эксплуатировался компанией Qantas.
28 февраля 1942G-AETZ Circe компании Qantas была сбита в 320 км к югу от Явы самолётом Mitsubishi G4M «Betty» Императорского флота Японии с гибелью всех находившихся на борту.
22 апреля 1943G-AEUB (VH-ADU) Camilla разбилась у Порт-Морсби, выжило восемнадцать человек.

## Список самолётов

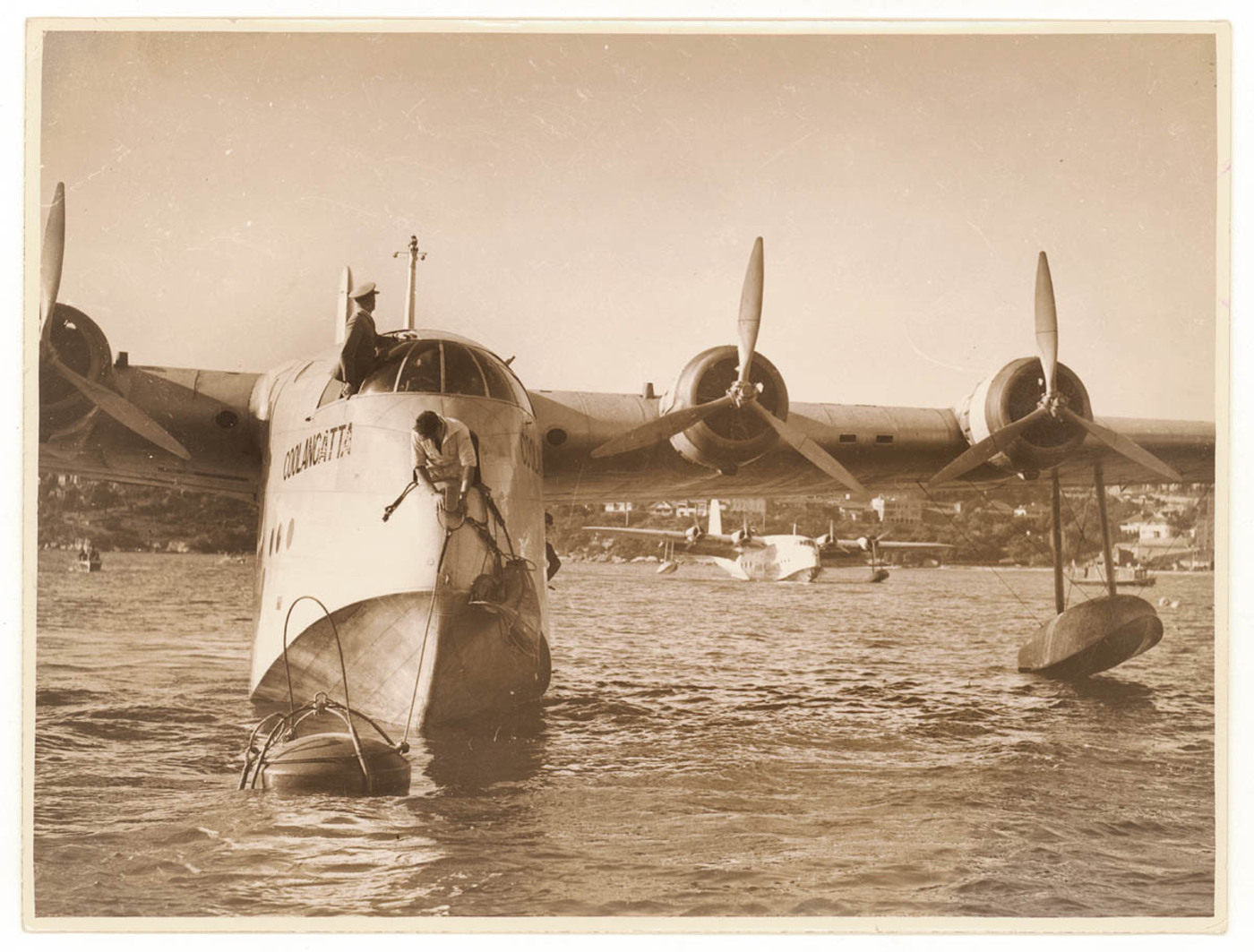
Empire G-AFBK «Coolangatta», июнь 1936

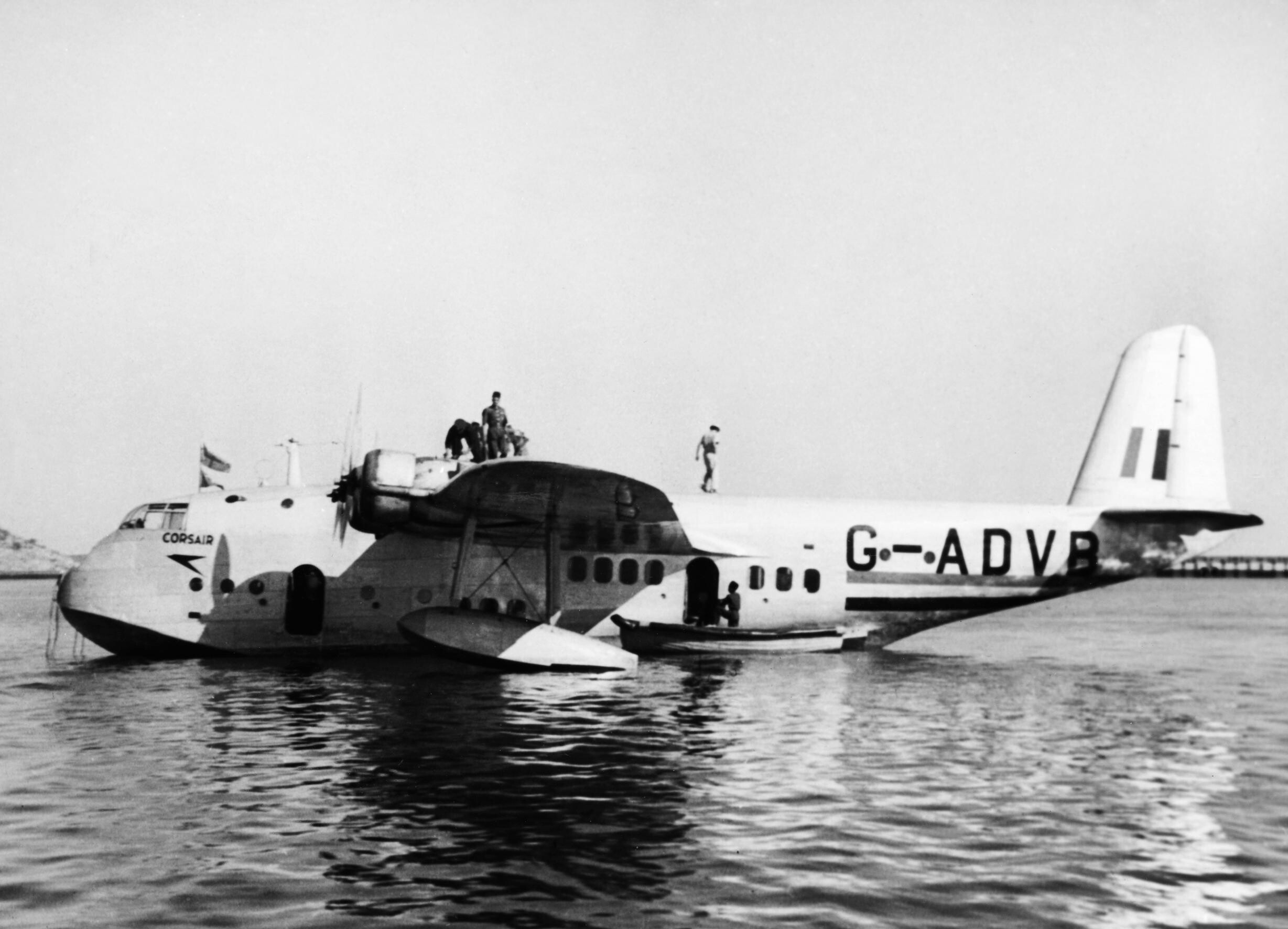
Empire G-ADUV «Corsair» пришвартована на озере в Гвалиоре, Индия

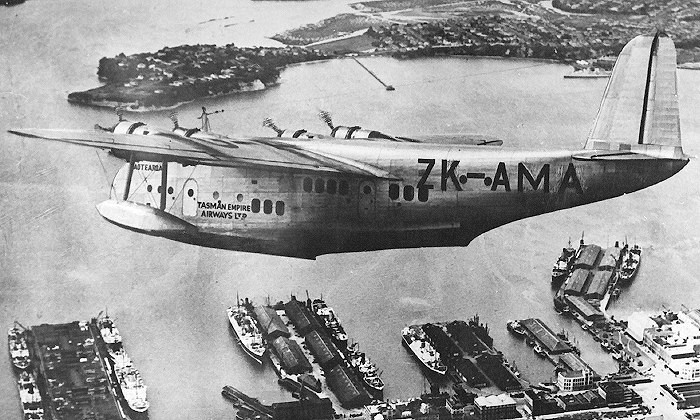
Empire ZK-AMA «Aotearoa» пролетает над Оклендом, Новая Зеландия

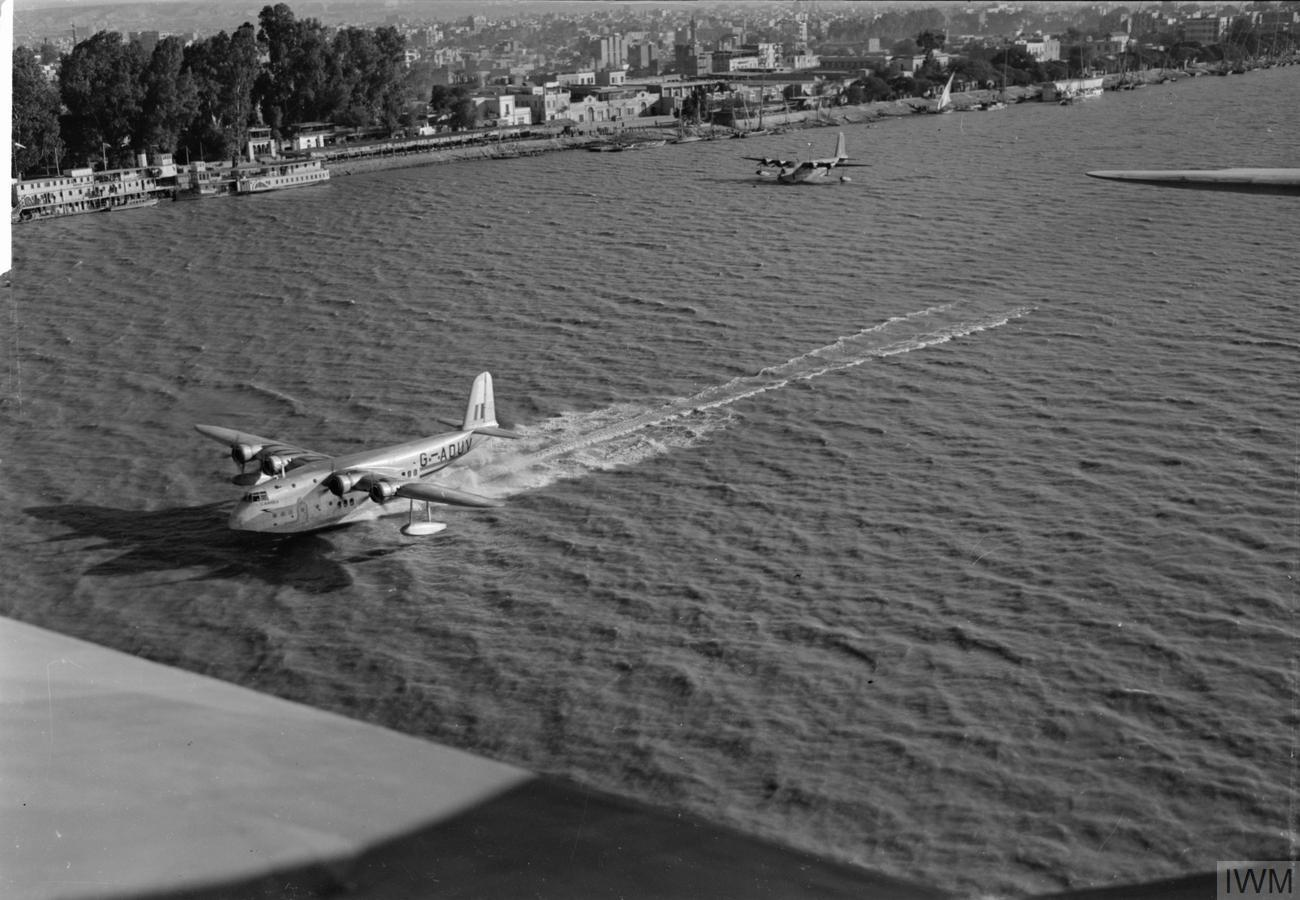
Empire G-ADUV «Cambria», взлетает с Нила на базе летающих лодок Род Эль Фараг, Каир.

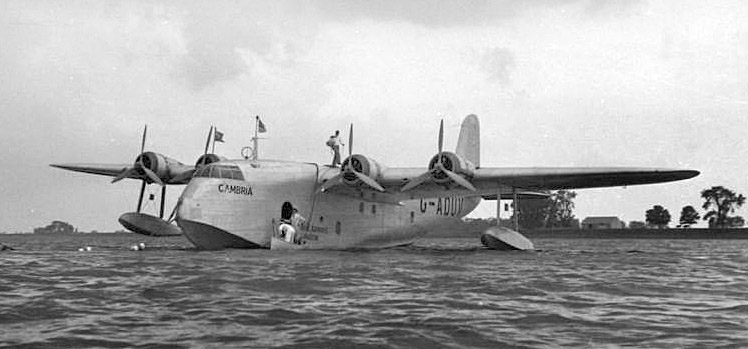
Empire G-ADUV

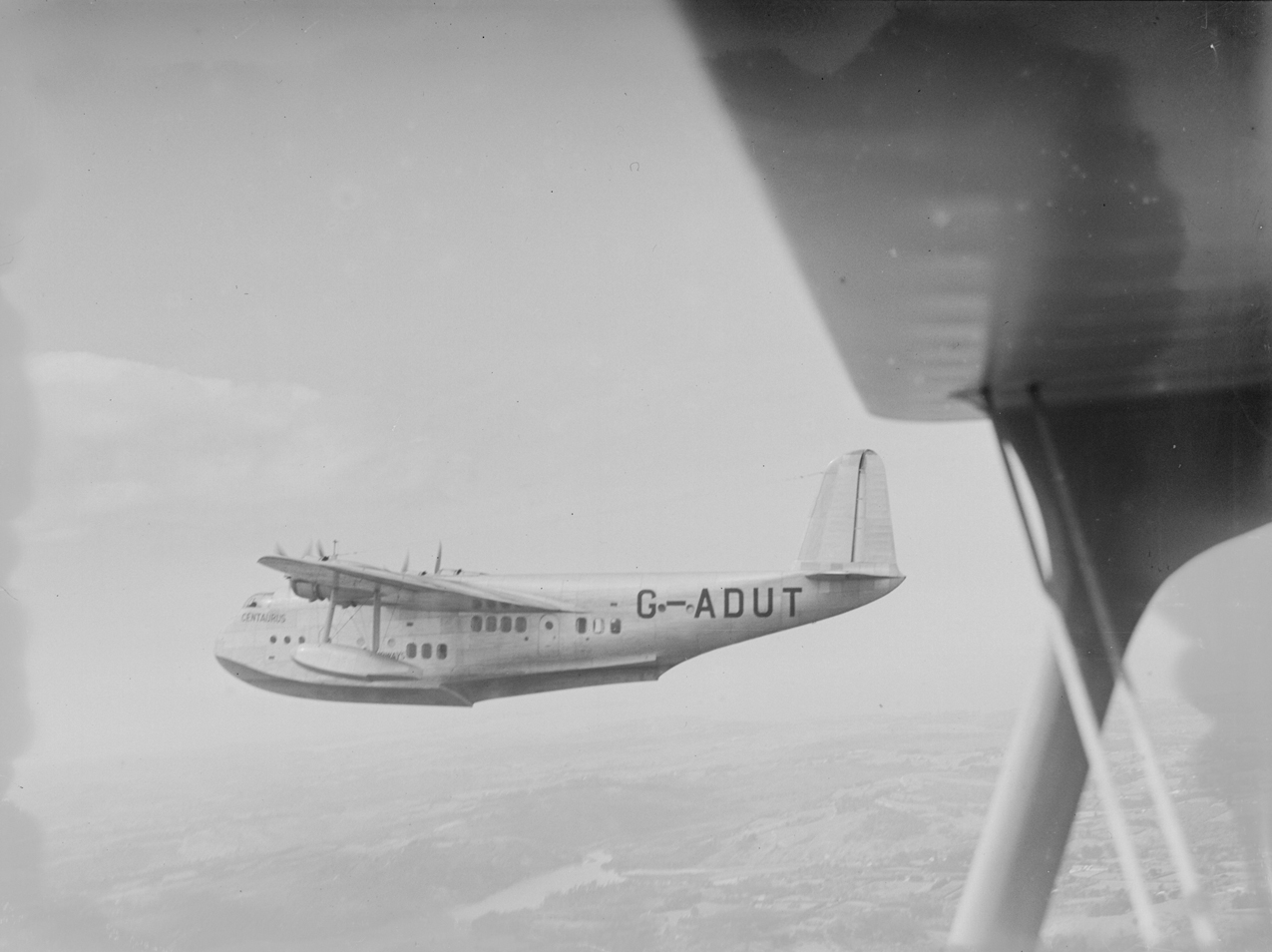
Empire G-ADUT «Centaurus» сфотографированная в полёте с самолёта Beech Staggerwing

| Номер  | Имя                        | Оператор |
| ------ | -------------------------- | --- |
| S.23   |                            | |
| G-ADHL | Canopus                    | Imperial Airways/BOAC |
| G-ADHM | Caledonia                  | Imperial Airways, затем BOAC |
| G-ADUT | Centaurus                  | Imperial Airways, передана Королевским ВВС Австралии (RAAF) в 1939 году под номером A18-10                                            |
| G-ADUU | Cavalier                   | Imperial Airways, потерпела крушение 21 января 1939 года                                                                              |
| G-ADUV | Cambria                    | Imperial Airways, затем BOAC |
| G-ADUW | Castor                     | Imperial Airways, затем BOAC |
| G-ADUX | Cassiopeia                 | Imperial Airways, затем BOAC |
| G-ADUY | Capella                    | Imperial Airways |
| G-ADUZ | Cygnus                     | Imperial Airways |
| G-ADVA | Capricornus                | Imperial Airways |
| G-ADVB | Corsair                    | Imperial Airways, затем BOAC |
| G-ADVC | Courtier                   | Imperial Airways |
| G-ADVD | Challenger                 | Imperial Airways |
| G-ADVE | Centurion                  | Imperial Airways |
| G-AETV | Coriolanus                 | Imperial Airways, затем BOAC, передана QANTAS в 1942 году под номером VH-ABG                                                          |
| G-AETW | Calpurnia                  | Imperial Airways |
| G-AETX | Ceres                      | Imperial Airways, затем BOAC |
| G-AETY | Clio                       | Imperial Airways, затем BOAC, передана Королевским ВВС (RAF) в 1940 под номером AX659. Потерпела крушение 22 августа 1941 года        |
| G-AETZ | Circe                      | Imperial Airways, затем BOAC |
| G-AEUA | Calypso                    | Imperial Airways, затем QANTAS в 1939 году, затем RAAF под номером A18-11                                                             |
| G-AEUB | Camilla                    | Imperial Airways, затем BOAC, передана QANTAS под номером VH-ADU. Потерпела крушение 22 апреля 1943 года.                             |
| G-AEUC | Corinna                    | Imperial Airways, затем BOAC |
| G-AEUD | Cordelia                   | Imperial Airways, затем BOAC, передана Королевским ВВС (RAF) в 1940 под номером AX660, возвращена BOAC в 1941 году под номером G-AEUD |
| G-AEUE | Cameronian                 | Imperial Airways, затем BOAC |
| G-AEUF | Corinthian                 | Imperial Airways, затем BOAC |
| G-AEUG | Coogee                     | Imperial Airways, передана QANTAS в 1938 под номером VH-ABC, затем RAAF в 1939 под номером A18-12                                     |
| G-AEUH | Corio                      | Imperial Airways, передана QANTAS в 1938 под номером VH-ABD, затем возвращена Imperial Airways в 1939                                 |
| G-AEUI | Coorong                    | Imperial Airways, передана QANTAS в 1938 под номером VH-ABE, затем возвращена Imperial Airways в 1939                                 |
| G-AFBJ | Carpentaria                | Imperial Airways, передана QANTAS в 1937 под номером VH-ABA, затем передана BOAC в 1942                                               |
| G-AFBK | Coolangatta                | Imperial Airways, передана QANTAS в 1937 под номером VH-ABB, затем RAAF в 1939 под номером A18-13                                     |
| G-AFBL | Cooee                      | Imperial Airways, передана QANTAS в 1937 под номером VH-ABF, затем передана BOAC в 1942                                               |
| S.30   |                            | |
| G-AFCT | Champion                   | Imperial Airways, затем BOAC |
| G-AFCU | Cabot                      | Imperial Airways, передана RAF в 1939 году под номером V3137; уничтожена 5 мая 1940 года                                              |
| G-AFCV | Caribou                    | Imperial Airways, передана RAF в 1939 году под номером V3138; уничтожена 6 мая 1940 года                                              |
| G-AFCW | Connemara                  | Imperial Airways |
| G-AFCX | Clyde                      | Imperial Airways, затем BOAC |
| G-AFCY | Captain Cook, затем Awarua | Imperial Airways, передана Tasman Empire Airways Limited (TEAL) в 1940 году под названием ZK-AMC Awarua (рус. Аваруа)                 |
| G-AFCZ | Australia, затем Clare     | Imperial Airways, передана TEAL в 1940 году под номером ZK-AMB, затем передана BOAC                                                   |
| G-AFDA | Aotearoa                   | Imperial Airways, передана TEAL в 1940 году под номером ZK-AMA                                                                        |
| G-AFKZ | Cathay                     | Imperial Airways, затем BOAC |
| S.33   |                            | |
| G-AFPZ | Clifton                    | BOAC, передана RAAF под номером A18-14, затем передана QANTAS в 1942 под номером VH-ACD                                               |
| G-AFRA | Cleopatra                  | BOAC, первый рейс 5 июня 1940 года из Пула в Дурбан. Последний рейс закончился 5 ноября 1946 года в Пуле.                             |

## Операторы

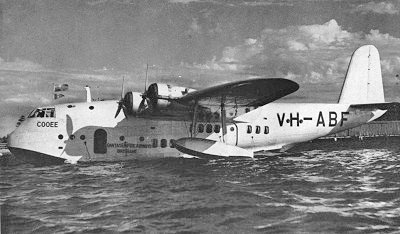
Short S.23 «Cooee» авиакомпании Qantas

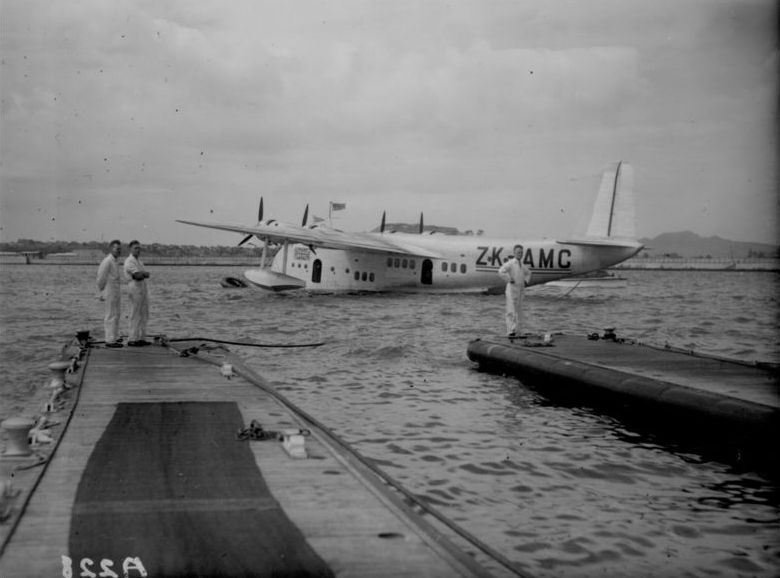
Третий самолёт TEAL, ZK-AMC, под названием «Awarua», около 1940 г.

### Гражданские
Австралия
- Qantas

 Новая Зеландия
- Tasman Empire Airways Limited[англ.]

 Великобритания
- Imperial Airways
- BOAC

### Военные
Австралия
- Royal Australian Air Force
  - No. 11 Squadron RAAF
  - No. 13 Squadron RAAF
  - No. 20 Squadron RAAF
  - No. 33 Squadron RAAF
  - No. 41 Squadron RAAF

 Великобритания
- Royal Air Force
  - No. 119 Squadron RAF

## Спецификации (Short S.23)
Характеристики из книги The Encyclopedia of World Aircraft и The Short Empire Boats
Экипаж
2 пилота, штурман, секретарь и бортпроводник.
Вместимость
24 пассажира в сидячем размещении либо 16 пассажиров на кроватях
1.5 тонн почты
Длина
88 футов
Размах крыльев
114 футов
Высота
31 футов 9¾ дюймов
Площадь крыльев
1500 квадратных футов
Масса пустого самолёта
23500 фунтов
Масса при максимальной загрузке
40500 фунтов
Двигатель
Четыре радиальных двигателя Bristol Pegasus Xc мощностью 920 л. с.
Максимальная скорость
200 миль/ч
Крейсерская скорость
165 миль/ч
Дальность полёта
760 миль
Максимальная высота полёта
20000 футов
Скорость набора высоты
950 футов в минуту

## Публикации
- Barnes, C.H. Shorts Aircraft since 1900 (англ.). — London (1989): Putnam. — ISBN 0-85177-819-4.
- BOAC at War — Part 2 — Aeroplane Monthly — August 1975.
- Cassidy, Brian (2011). Flying Empires: Short 'C' Class Empire Flying Boats (Document). Queens Parade Press. {{cite document}}: Неизвестный параметр |citeseerx= игнорируется (справка)
- Gardner, Brian. Flight Refuelling... The Wartime Story (англ.) // Air Enthusiast. — 1984. — No. 25. — P. 34–43, 80. — ISSN 0143-5450.
- Jackson,  A.J. British Civil Aircraft since 1919 Volume 3 (англ.). — London: Putnam, 1974. — ISBN 0-370-10014-X.
- Jackson, A. J. British Civil Aircraft 1919–1972: Volume III (англ.). — London: Putnam, 1988. — ISBN 0-85177-818-6.
- Knott, Richard, 'Flying Boats of the Empire', Robert Hale, 2011.
- Norris, Geoffrey. The Short Empire Boats (англ.) // Aircraft in Profile. — Leatherhead, Surrey, UK: Profile Publications Ltd., 1966. — No. 84.
- Pegram, Ralph. Beyond the Spitfire - The Unseen Designs of R.J. Mitchell (англ.). — Brimscombe Port: The History Press, 2016. — ISBN 9780750965156.
- Prins, François. Pioneering Spirit: The QANTAS Story (англ.) // Air Enthusiast. — No. 53. — P. 24–32. — ISSN 0143-5450.
- Sims, Phillip, Adventurous Empires. Airlife Publishing, 2000. ISBN 1-84037-130-7
- Yea, Hugh J. The 'Empire' Strikes Back: Notes on the Shorts 'Empire' Flying-boats (англ.) // Air Enthusiast. — No. 65. — P. 70–71. — ISSN 0143-5450.
- The Construction of the Empire Boats (англ.) // Flight. — 1936. — 29 October (vol. XXX, no. 1453). — P. 440d–440h.